# Qu'importe si les bêtes meurent
Pour plus de détails, voir Fiche technique et Distribution.
Qu'importe si les bêtes meurent est un court-métrage réalisé par Sofia Alaoui et sorti en 2020.
Ce film tourné en langue amazighe remporte le César du meilleur court métrage lors de la 46e cérémonie des César.

## Synopsis
Un jeune berger et son père sont bloqués par la neige dans les montagnes de l'Atlas.

## Fiche technique
- Réalisation : Sofia Alaoui
- Scénario : Sofia Alaoui
- Productrice : Margaux Lorier[2]
- Production : Envie de Tempête Productions
- Montage : Héloise Pelloquet
- Musique : Amine Bouhafa
- Durée : 23 minutes[3]

## Distribution
- Fouad Oughaou : Abdellah
- Moha Oughaou : le père d'Abdellah
- Oumaïma Oughaou : Itto
- Saïd Ouabi : le fou du village

## Distinctions
Qu'importe si les bêtes meurent a été distingué à plusieurs reprises.
- César du meilleur court métrage en 2021[2]
- Lauréat du Grand Prix du Jury, section Courts-Métrages, au Festival de Sundance 2020[4]

## Critiques
Pour Télérama, « On croit d'abord partir sur le sentier archi-balisé de la chronique socio-familiale, puis le court métrage bifurque vers une question vertigineuse : à quoi se raccrocher quand ce que l’on tenait pour certain – sa place dans l’Univers, sous la protection de Dieu – se voit soudain remis en question ? ».